# Kalapana Trail
Le Kalapana Trail est un sentier de randonnée des États-Unis situé à Hawaï, sur le Kīlauea, dans le district de Puna du comté d'Hawaï.

## Parcours
Il débute sur le Nāulu Trail, à 3,2 kilomètres de Kealakomo et à 1,9 kilomètre du Makaopuhi, et mène à l'origine à Kalapana en se dirigeant vers le sud-est,. Depuis que le Puʻu ʻŌʻō est entré en éruption en 1983 et que ses coulées de lave ont enseveli Kalapana et une bonne partie du sentier, le Kalapana Trail n'est plus entretenu.

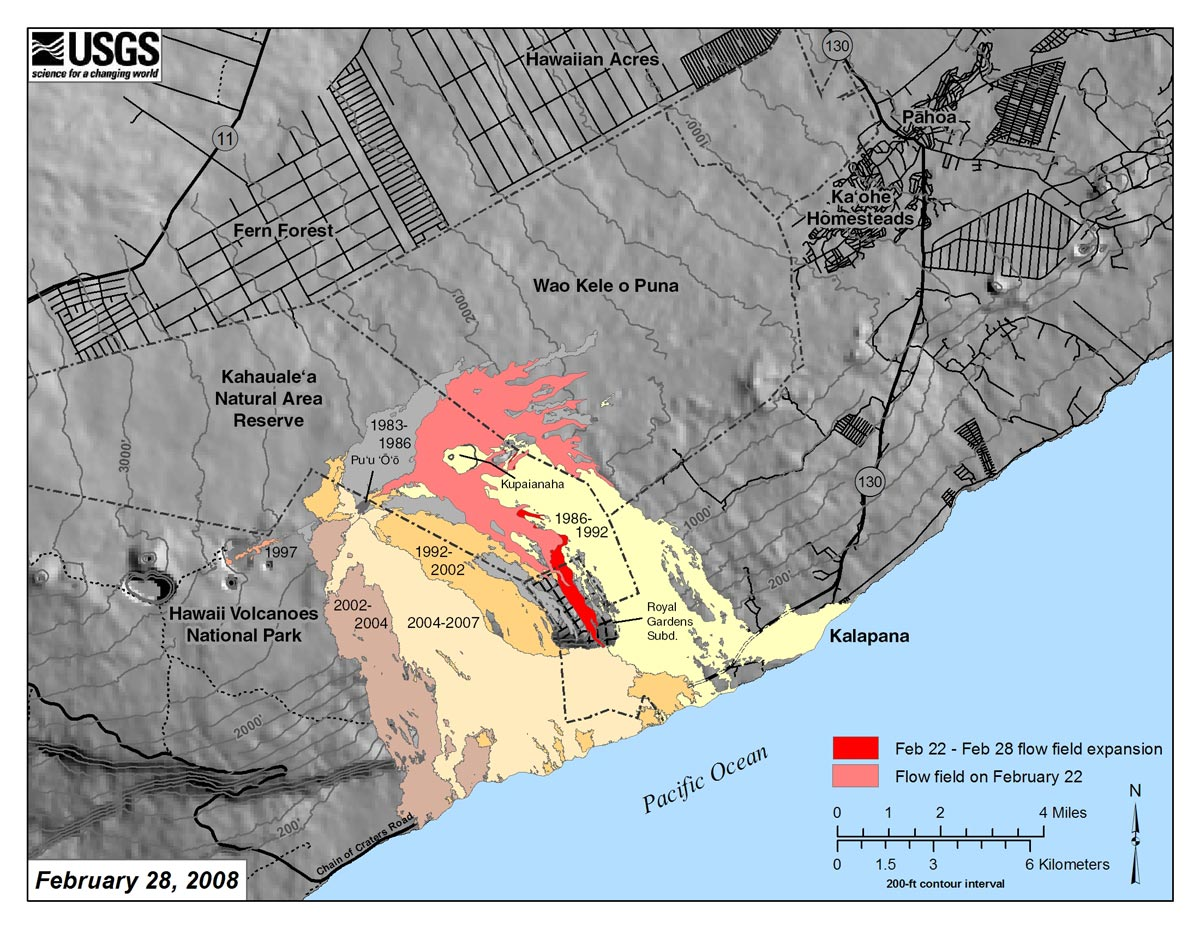
Carte des coulées de lave du Puʻu ʻŌʻō en février 2008 : le Kalapana Trail qui se trouve au sud des cratères est coupé à partir d'une coulée datant de 2002-2004.